# 김지윤 (정치학자)
김지윤(1972년 3월 1일 ~ )은 대한민국의 정치학자이다.

## 생애
아산정책연구원 여론계량분석센터 연구위원, 아산정책연구원 여론계량분석센터장을 역임했다. 주요 거주지는 대한민국 서울이다. 다양한 언론 매체에서 토론 패널로 활동하다가 2018년 7월 MBC 《100분 토론》 진행자가 되었다.
2022년 1월 현재 소속사는 (주)이미지나인컴즈이고 49만여 명의 구독자를 가진 유튜브 개인 방송 <김지윤의 지식Play> 진행자인데 국제, 정치, 시사 분야에서 의미있는 인물들을 초대해 인터뷰를 하는 컨셉으로 주목을 받았다. 

## 경력
- 2006년 ~ 2009년 : 캐나다 몬트리올대학교 박사후연구원
- 아산정책연구원 여론계량분석센터 연구위원
- 아산정책연구원 여론계량분석센터 센터장
- GR코리아 상임고문

## 학력
- 경복초등학교
- 연세대학교 정치외교학과 학사 학위
- 캘리포니아대학교 버클리캠퍼스 대학원 공공정책학 석사 학위
- 매사추세츠 공과대학교 대학원 정치학 박사 학위

## 방송 출연
- KBS 《거리의 만찬》 : 진행
- KBS1 《특파원 보고 세계는 지금》 패널 (2016년 4월 23일 ~ 2023년 2월 4일)
- MBC 《100분 토론》 : 진행
- MBC 《선을 넘는 녀석들》 : 게스트
- tvN 《월간 커넥트》 : 진행
- JTBC 《세계 다크투어》 : 다크 가이드
- TV조선 《식객 허영만의 백반기행》: 게스트